# Diego Gerbaudo
Diego Gerbaudo (James Craik, Córdoba, 13 de agosto de 1989) es un baloncestista argentino que se desempeña como base. Actualmente juega en Vélez de Chajarí de la Liga Provincial de Básquetbol de Mayores de Entre Ríos en Argentina.

## Trayectoria
Formado en Chañares -un club de su ciudad natal-, desde muy temprano Gerbaudo captó el interés de diversas instituciones importantes. En 2003 fue reclutado por el Real Madrid de España, que lo sumó a su estructura formativa y lo hizo competir en varios torneos juveniles, teniendo su actuación más destacada en el Torneo Júnior de L'Hospitalet.
Para ganar rodaje, los madrileños lo cedieron a Gimnasia y Esgrima La Plata de la Liga Nacional de Básquet (donde disputó 4 partidos) y a Regatas San Nicolás del Torneo Nacional de Ascenso (donde llegó a actuar en 31 cotejos). Su etiqueta de jugador prospecto lo llevó a participar de los campus del Basketball Without Borders. 
En 2006, ya contando con edad suficiente como para integrar el plantel superior, retornó al Real Madrid, que lo cedió a su filial en la LEB 2. Allí pasó dos temporadas, recibiendo en ese periodo la convocatoria para intervenir en el Nike Hoop Summit junto con Alexis Ajinca, Serge Ibaka y Boban Marjanovic entre otros.
En el 2008 acordó su traspaso al Upea Capo d'Orlando de la Serie A de Italia, sin embargo, por sus problemas económicos, el equipo fue desafiliado de las competiciones profesionales, lo que dejó a Gerbaudo a la deriva. En consecuencia emprendió el regreso a su país, fichando con Quimsa de la LNB. Si bien al principio tuvo oportunidades de jugar como el base suplente del equipo, la recuperación de Víctor Hugo Cajal de su lesión lo desplazó de la rotación. A mitad de temporada fue transferido a La Unión de Formosa, que en ese momento militaba en el TNA. Rápidamente se convirtió en el segundo conductor del juego, haciendo aportes valiosos para que los formoseños consiguieran el título y lograran el anhelado ascenso a la máxima categoría del baloncesto profesional argentino. La siguiente temporada permaneció en el equipo, convertido en uno de sus jugadores más destacados. 
Atenas lo incorporó a su plantel a mediados de 2010, dándole el rol de suplente de Bruno Lábaque. Con los cordobeses participó de la conquista del Súper 8 y del vicecampeonato de la LNB. Posteriormente estuvo un bienio en 9 de Julio y otro en Bahía Basket, antes de retornar a Atenas, esta vez para jugar como titular.
En julio de 2017 fichó con Salta Basket, donde su presencia generó una gran expectativa. Sin embargo la campaña general del equipo fue mala, y, culminada la temporada 2017-18 de la LNB, Salta Basket perdió la categoría.
Gerbaudo acordó su continuidad con los salteños en la segunda división argentina, sin embargo sólo llegó a disputar 4 partidos de la temporada antes de ser suspendido a raíz de un caso de dopaje positivo.
A fines de diciembre de 2019 se produjo su regreso al baloncesto profesional, uniéndose al CEB Puerto Montt, club de la Liga Nacional de Básquetbol de Chile. De todos modos la temporada terminó siendo cancelada en marzo de 2020. 
El retorno de Gerbaudo a la LNB de Argentina se produjo en noviembre de 2020, siendo ficha de Peñarol. Tras una temporada con los marplatenses en la que registró marcas de 8.9 puntos, 3.3 rebotes y	3.3	asistencias por partido en 24 presentaciones, comenzó su tercer ciclo con Atenas. Pero sólo alcanzó a jugar en 8 partidos oficiales antes de desvincularse del club por motivos personales. 
A comienzos de 2022 retornó al CEB Puerto Montt para jugar la temporada 2022 de la LNB. En septiembre se unió al Bochas Sport Club, un equipo de la ciudad de Colonia Caroya que disputa la Liga Cordobesa de Basquetbol, un torneo regional correspondiente a la cuarta categoría del baloncesto argentino.  Al mes siguiente dejó a su equipo para convertirse en refuerzo de los Búcaros de Bucaramanga, equipo de la Liga WPlay de Baloncesto de Colombia.
En enero de 2023, ya de regreso en su país, se sumó a Ameghino de Villa María de La Liga Argentina.
Reforzó a Atlético Pilar en el Campeonato Clausura de la temporada 2024-25 de La Liga Argentina.

### Selección nacional
Dado que durante su adolescencia Gerbaudo era considerado una de las jóvenes promesas del baloncesto argentino, el jugador actuó en las selecciones menores de su país. De ese modo, en 2005, estuvo presente en el Sudamericano Sub-16 de Piriápolis y en el Sudamericano Sub-17 de Barquisimeto (ambos conquistados por su equipo), mientras que en 2006 integró el plantel argentino que terminó segundo en el Panamericano Sub-18 de San Antonio. Su última presentación con la selección júnior de Argentina fue en 2007 en el Mundial Sub-19 de Novi Sad, donde fue el líder en asistencias de su equipo.  
Con la selección absoluta disputó el Sudamericano de 2008, desarrollado en la ciudad chilena de Puerto Montt. En esa ocasión el combinado albiceleste se consagró campeón, pero Gerbaudo no tuvo mucha participación, ya que fue el tercer base del equipo detrás de Maximiliano Stanic y Luis Cequeira.

## Palmarés
Campeonatos nacionales:
- Torneo Nacional de Ascenso 2008-09 con La Unión de Formosa
- Torneo Súper 8 2010 con Atenas de Córdoba[16]

Con selección nacional
- Sudamericano 2008[17]